# Галбалли

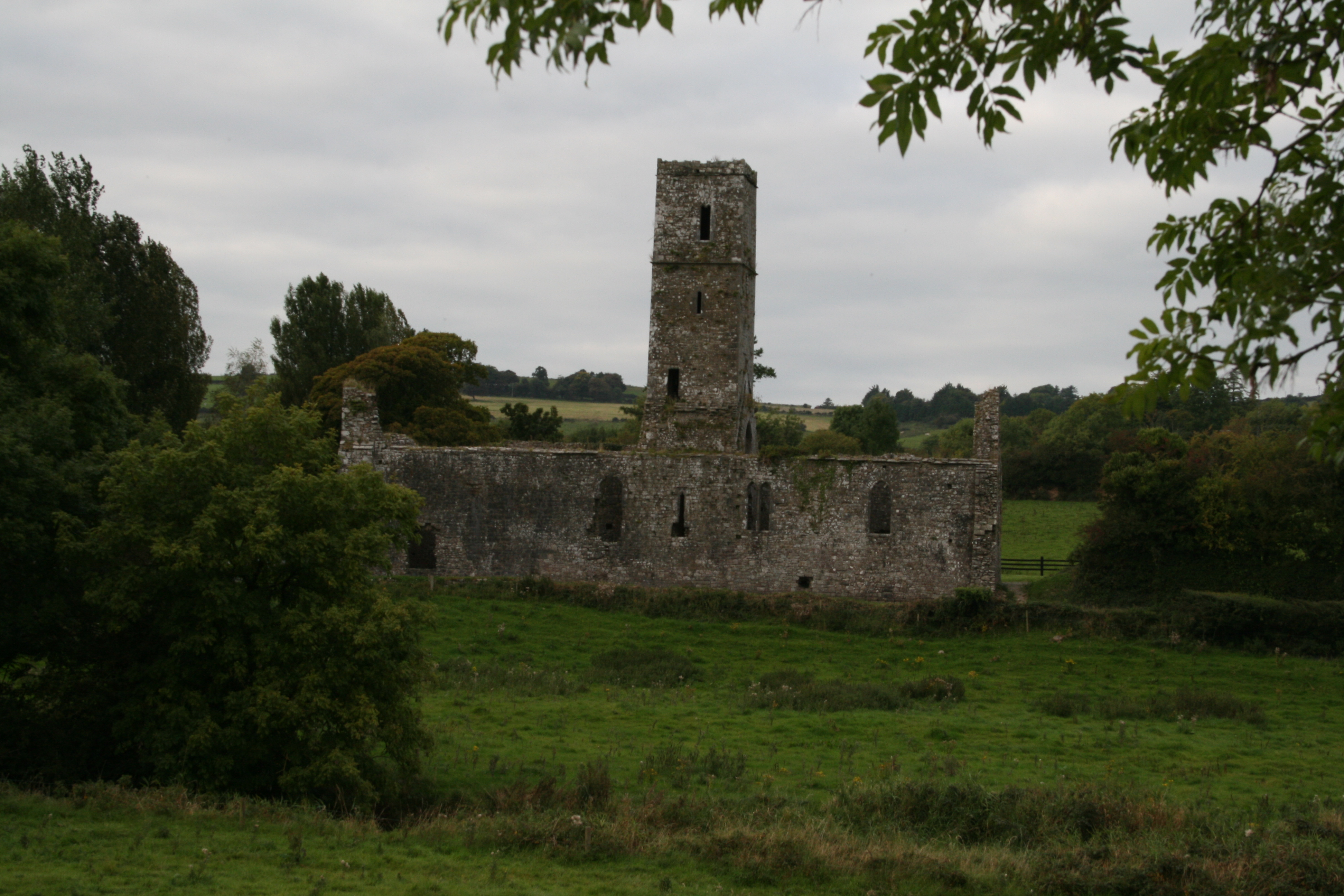
Монастырь Мур

Галбалли (англ. Galbally; ирл. An Gallbhaile) — деревня в Ирландии, находится в графстве Лимерик (провинция Манстер).
В 1994 году деревня выигрывала Irish Tidy Towns Competition.

## Демография
Население — 257 человек (по переписи 2006 года). В 2002 году население составляло 235 человек.
Данные переписи 2006 года:
| Общие демографические показатели |               |                               |                               |      |      |
| Всё население                    | Всё население | Изменения населения 2002—2006 | Изменения населения 2002—2006 | 2006 | 2006 |
| 2002                             | 2006          | чел.                          | %                             | муж. | жен. |
| 235                              | 257           | 22                            | 9,4                           | 130  | 127  |